# 約瑟夫·利普斯基

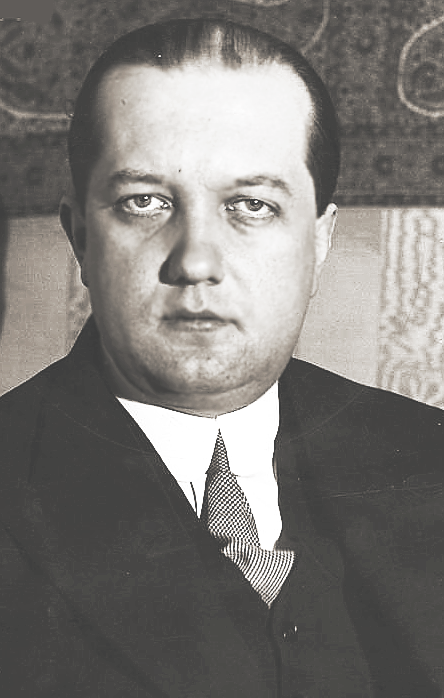
约瑟夫·利普斯基（摄于约1934年）

约瑟夫·利普斯基（波蘭語：Józef Lipski；1894年-1958年），波兰外交官，在1934年至1939年间任驻纳粹德国大使。利普斯基在波兰第二共和国外交政策上起到关键作用。

## 生平
利普斯基起初受训作为律师，后来在1925年加入波兰外交部。 
他开始时曾参与德波互不侵犯条约的相关工作。
1938年10月24日，利普斯基在希特勒的山间隐居所贝希特斯加登会见德国外交部长约阿希姆·冯·里宾特洛甫。里宾特洛甫要求波兰同意德国对但泽自由市的吞并，遭到利普斯基拒绝。 根据A·J·P·泰勒的说法， 在德国入侵波兰的几天前，尽管英国外交官多次敦促，利普斯基拒绝起床，去会见里宾特洛甫听他讲德国对波兰最后的要求。约瑟夫·贝克对希特勒不断提要求并以武力逼迫的策略的看法可从他的一句话中体现：波兰不会玩那种游戏。在英国逼迫谈判解决但泽危机的情况下，利普斯基最终打电话要求在1939年8月31号与里宾特洛甫见面；但是在了解到利普斯基只会以大使而非全权大使的身份出席后，里宾特洛甫拒绝会面。第二天，德国对波兰的入侵正式展开。根据泰勒的说法，德国人知道利普斯基谈判的权力有限。
第二次世界大战期间，利普斯基作为志愿兵参战（波兰驻法国第一掷弹兵团），后来加入波兰西线军总参谋部。1951年，利普斯基移居美国，代表波兰流亡政府。

## 脚注
1. ↑  Feigue Cieplinski, "Poles and Jews: the Quest for Self-Determination, 1919-1934 的存檔，存档日期2002-09-18.," Binghamton Journal of History, fall 2002, last accessed 2 June 2006.
2. ↑  Richard Overy, The Road to War, MacMillan London: 1989
3. 1 2  AJP Taylor, The Origins of the Second World War, London: 1961